# Darko Krsteski
Darko Krsteski (in macedone Дарко Крстески?; Prilep, 9 agosto 1971) è un allenatore di calcio ed ex calciatore macedone, di ruolo difensore.

## Caratteristiche tecniche
Era un difensore centrale.